# Логинов, Димитрис
Димитрис Логинов (греч. Δημήτρης Λογκίνοφ) — греческий спортивный стрелок русского происхождения. Бронзовый призёр чемпионата Греции 2016 года.

## Карьера
На национальном чемпионате Греции под эгидой Греческой федерации стрельбы (HSF) по стендовой стрельбе 2012 года Логинов стал пятым в соревнованиях по стрельбе из винтовки класса «стандарт-мануал».
На аналогичных соревнованиях 2014 года Логинов стал восьмым.
Своего лучшего результата на греческом первенстве спортсмен добился спустя два года, когда занял третье место в категории «стандарт», уступив только Георгиосу Филиппу и Аргирису Цинтогианнису.